# Berbera
Berbera je grad na sverozapadu Somalije odnosno novo formirane nepriznate države Somaliland.
Grad je vekovima bio prestonica Somalilanda, a kasnije i britanske kolonije Britanski Somaliland od 1870. do 1941. kada je kolonijalan prestonica premeštena u Hargeisa. Grad ime dobru luku koja je i glavna luka u Somalilandu.
Od Eritrejsko-Etijopijskog rata luka je i jedan od glavnih izvoznih ruta za Etijopijsku ekonomiju.

## Zanimljivost
Pista aerodroma pored Barbere je bila jedna od od najdužih na svetu (preko 4,5km). Izgradili su je Sovjeti za vreme hladnog rata. Kada je SSSR odlučio da podrži Etiopiju na uštrb Somalije, Sovjeti su bili zamoljeni da napuste aerodrom. Nešto kasnije aerodrom je iznajmila NASA i služio je kao aerodrom m za hitna sletanja u slušaju da Šatl ne može da doleti do američkog tla.